# Musée du jouet de Moirans-en-Montagne
Pour les articles homonymes, voir Musée du jouet.
Le musée du jouet de Moirans-en-Montagne est un musée du jeu et du jouet, fondé en 1989 à Moirans-en-Montagne, au cœur du parc naturel régional du Haut-Jura, dans le Jura en Franche-Comté. Labellisé Musée de France et consacré à l'histoire de l'industrie du jouet jurassien, il abrite une importante collection de 16 000 jeux et jouets anciens du monde entier, sur une période de 5 000 ans d'histoire, avec 3 000 pièces exposées.

## Historique
Durant le Moyen Âge, des moines de l’abbaye de Saint-Claude, puis les artisans et paysans jurassiens initient la fabrication d'objets et de jouets en bois tourné dans le haut Jura, tradition cultivée et développée jusqu’à ce jour avec quelques industries locales dont Smoby (1er fabricant de jouets français), Djeco ... et avec entre autres le label local « Made in Jura ».
Entre 2010 et 2012 le musée est entièrement rénové avec une surface d'exposition doublée de 1900 m².

## Galerie

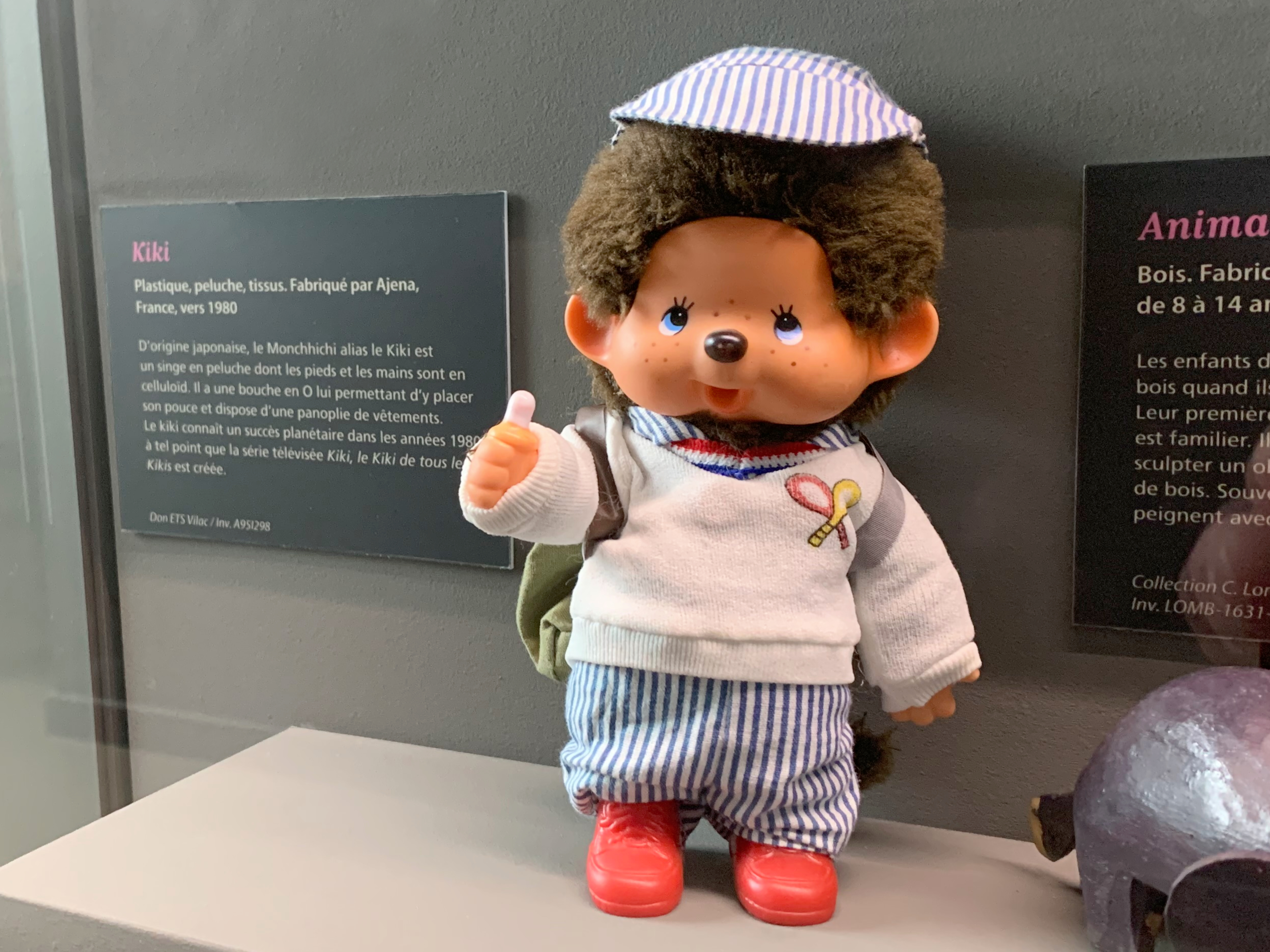
Un Kiki exposé au Musée du jouet de Moirans.
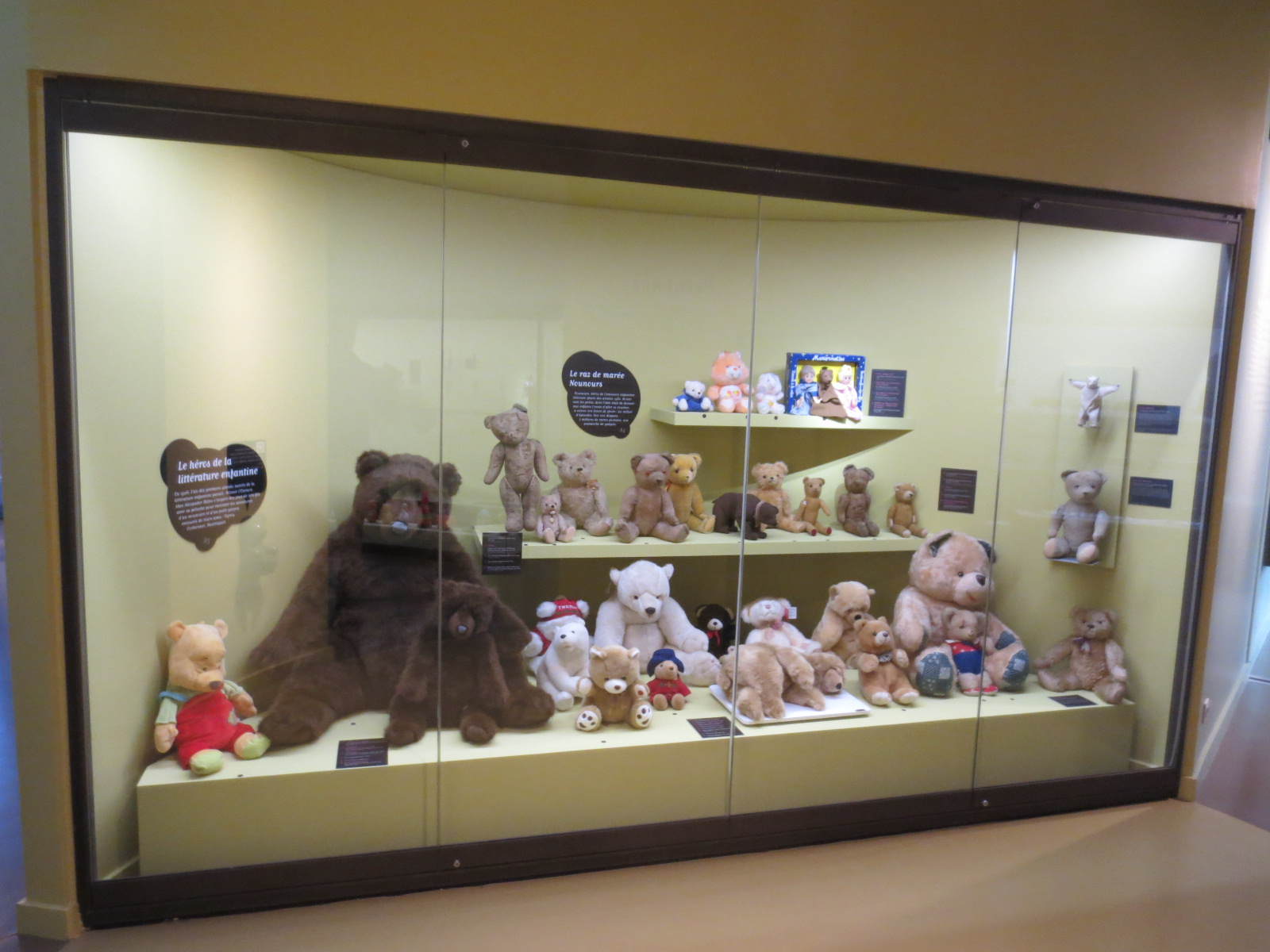
Ours en peluche.
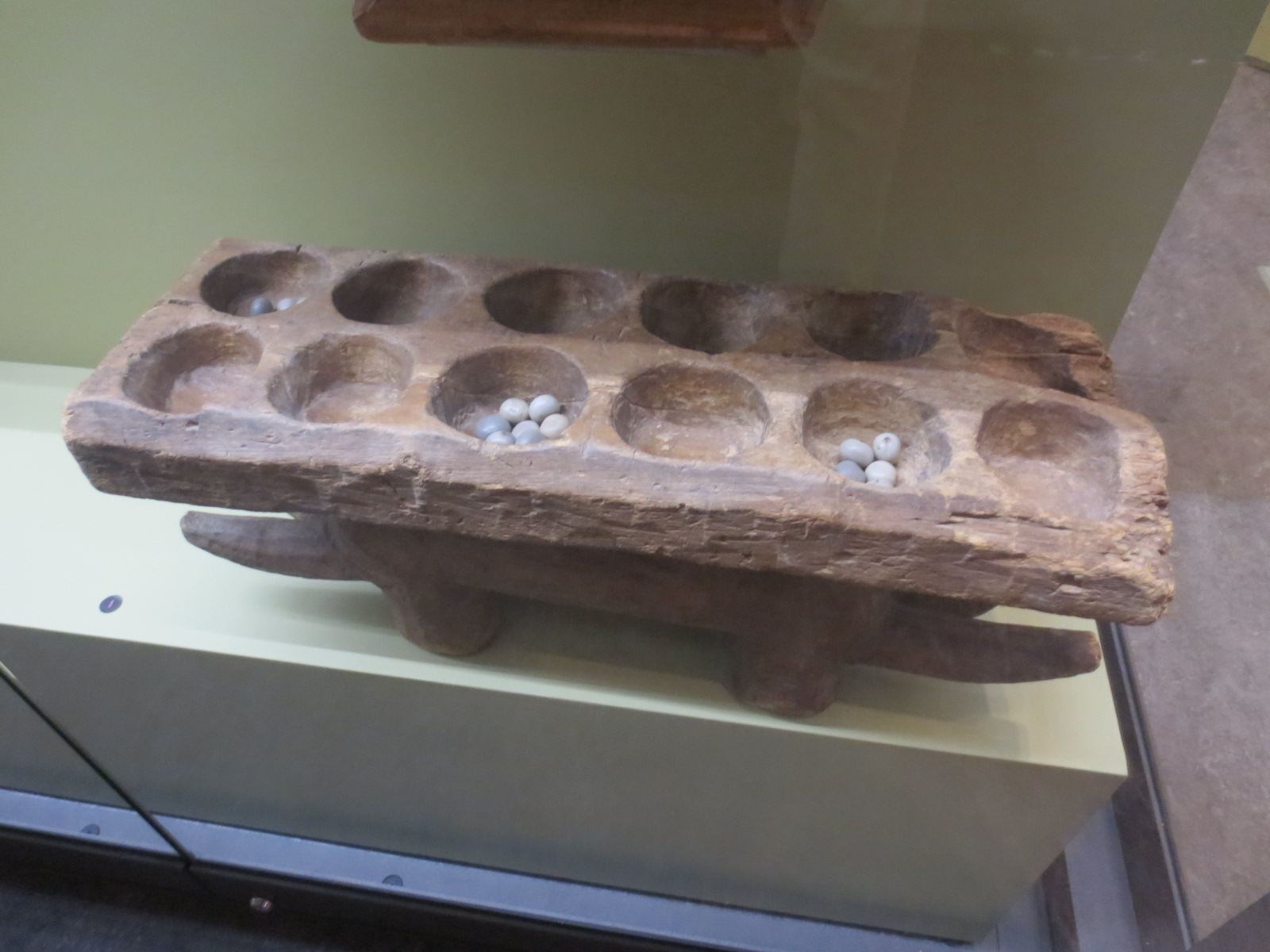
Awalé africain.
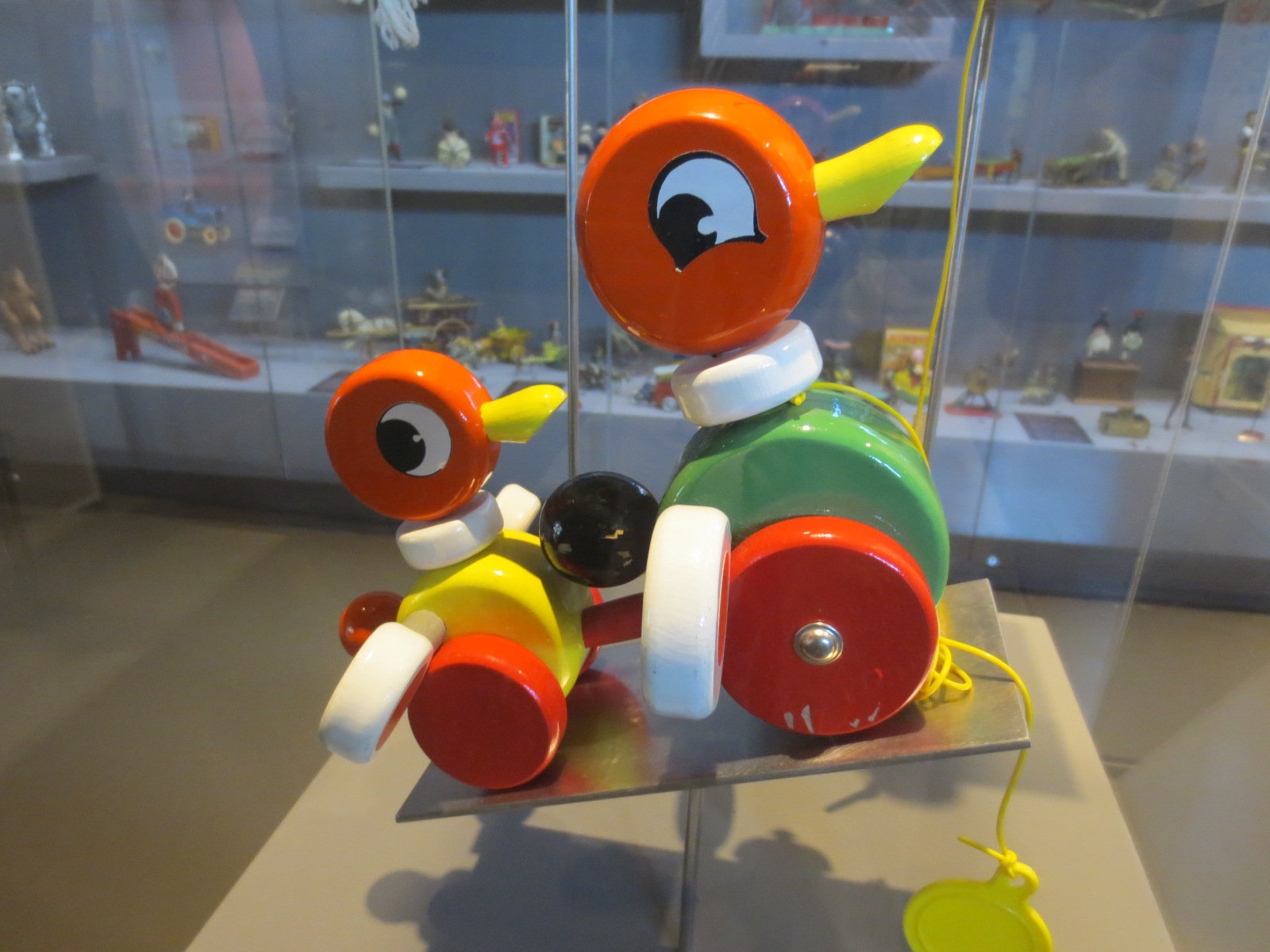
Canard en bois tourné laqué du Jura, 1985.
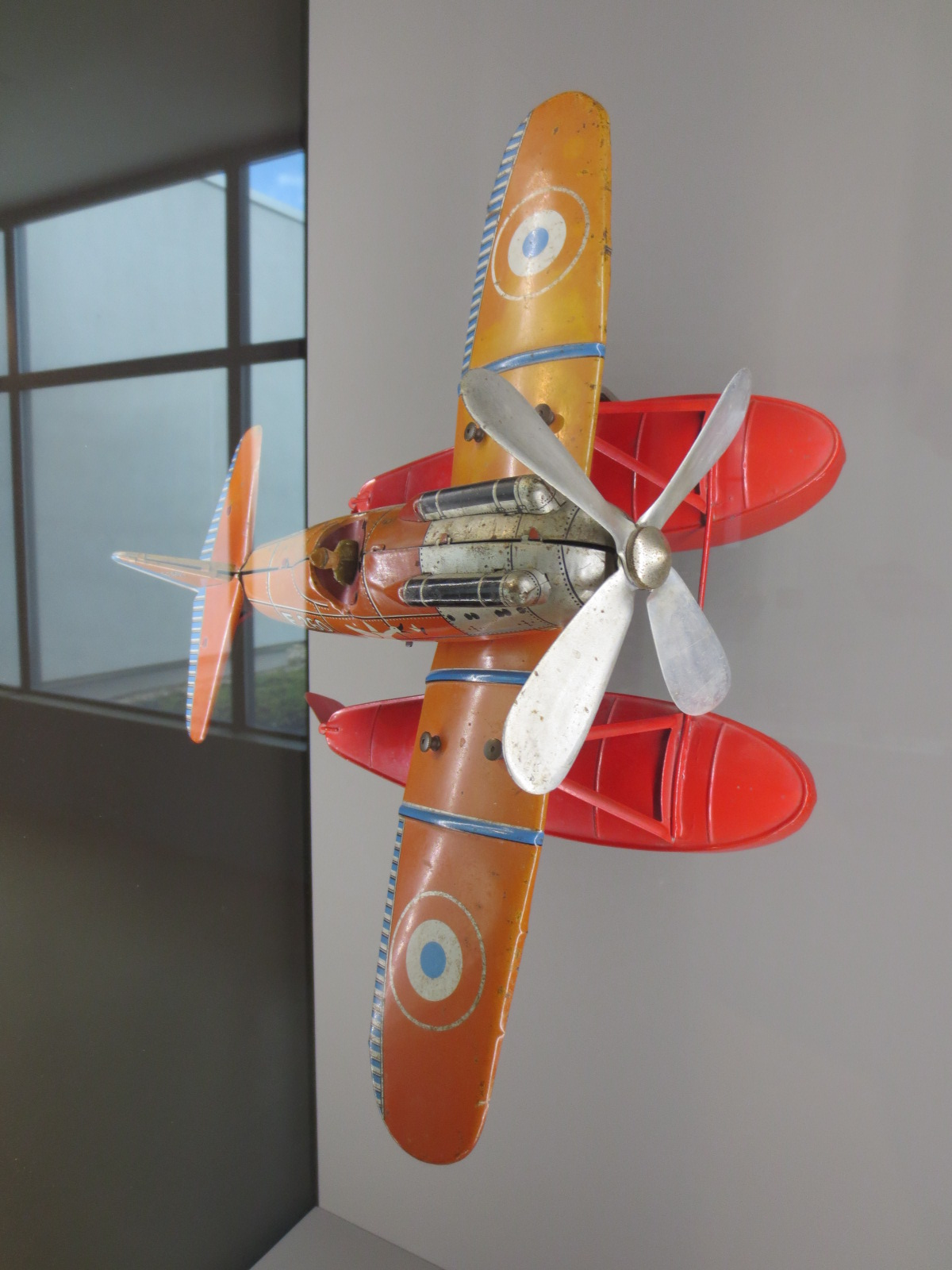
Jouet mécanique en métal.

## Fréquentation
| Année | Payant | Gratuit | Total  |
| ----- | ------ | ------- | ------ |
| 2001  | 42 288 | 4 377   | 46 665 |
| 2002  | 42 160 | 4 928   | 47 088 |
| 2003  | 36 266 | 2 096   | 38 362 |
| 2004  | 34 462 | 4 415   | 38 877 |
| 2005  | 32 954 | 3 774   | 36 728 |
| 2006  | 29 120 | 1 670   | 3 0790 |
| 2007  | 24 421 | 1 276   | 25 697 |
| 2008  | 19 373 | 1 019   | 20 392 |
| 2009  | 18 799 | 1 223   | 20 022 |
| 2010  | 16 565 | 1 567   | 18 132 |
| 2011  |        |         |        |
| 2012  | 26 138 | 6 004   | 32 142 |
| 2013  | 34 391 | 8 662   | 43 053 |
| 2014  | 47 105 | 18 976  | 66 081 |
| 2015  | 37 034 | 10 169  | 47 203 |
| 2016  | 37 811 | 9 516   | 47 327 |
| 2017  | 34 412 | 10 658  | 45 070 |
| 2018  | 39 240 | 12 208  | 51 448 |
| 2019  | 38 599 | 10 165  | 48 764 |
| 2020  | 27 389 | 6 043   | 33 432 |